# Pałac Sagera
Pałac Sagera (szw. Sagerska palatset lub Sagerska huset) – pałac znajdujący się w stolicy Szwecji Sztokholmie, oficjalna rezydencja premiera Szwecji. 
Jego budowę rozpoczęto w 1640. W 1880 budynek został kupiony przez braci Sager i w 1893 Robert Sager przebudował pałac w stylu francuskiego rokoko, którą to formę obiekt zachował do czasów współczesnych. Pałac był w rękach rodziny do 1986.
Rząd szwedzki nabył budynek w 1988. Do tego czasu był nazywany pałacem. Premier Ingvar Carlsson stwierdził, że mieszkanie w pałacu jest wbrew jego przekonaniom politycznym i budynek od tego czasu oficjalnie nazywany jest Domem Sagera. 